# Een Hommage
Een Hommage. Nederländsk hyllnigsskiva till Cornelis Vreeswijk. Den första skivan består av coverversioner av Cornelis Vreeswijks låtar, den andra skivan består av Cornelis Vreeswijks originallåtar.
- Låtlista skiva 1 (cover versioner)

1. "Teddybeer" (med Maarten van Roozendaal)
2. "Blues voor Fatumeh" (med Eric van Muiswinkel)
3. "Marjolijn" (med Rob van de Meeberg)
4. "Waar gaan wij naar toe na onze dood" (med Bram Vermeulen)
5. "Deidres broers" (med Della Bosiers)
6. "Liedje voor Linnéa" (med Rick Lorenzo Dros)
7. "Bakker de baksteen" (med Bob Fosko)
8. "Ballade van de kapotte schoenen" (med Ibo Bakker)
9. "Veronica" (med Jeroen Zijlstra)
10. "Saskia" (med Jeroen van Merwijk)
11. "Een Ries" (med Maarten van Roozendal)
12. "De Censuurballade" (med Tonny Bik Vreeswijk)
13. "Blues voor Jacques Brel" (med Rob van de Meeberg)
14. "Het laatste sprookje" (med Ibo Bakker)
15. "Fredriks Akers morgenpsalm" (med Bram Vermeulen)
16. "Leven en laten leven" (med Della Bossiers)
17. "Een zekere samba" (med Bob Fosko)
18. "Die luie soldaat" (med Jack Spijkerman)
19. "Misschien word het morgen beter" (med Jeroen van Merwijk)
20. "Felicia praat maar" (med Rick Lorenzo Dros)
21. "Bootsman Charlie Donovan" (med Joroen Zijlstra)
22. "De nozem en de non" (med Eric van Muiswinkel)

- Låtlista skiva 2 (originallåtar framförda av Cornelis Vreeswijk)

1. "De nozem en de non"
2. "Waar gaan wij naar toe na onze dood"
3. "De Papegaai van tante Sjaan"
4. "Grimas voor de maan"
5. "Jantjes blues"
6. "Waar is mijn zeil"
7. "Op admiraal de Ruyter"
8. "De bekommerde socialist"
9. "Epistel 81"
10. "Rozenblad"
11. "Een paleis van zand"
12. "Autowasserij-blues"
13. "Ik zie Amanda"
14. "Mensenwind"
15. "Is er nog plaats in de schuilkelder voor een man met een gitaar?"
16. "Ballade van de gewapende bedelaar"
17. "De thuishavensamba"
18. "De dolfijnen"
19. "Epistel 72"
20. "De kapucijnersamba"
21. "De laatste tocht van een speelman"
22. "Pavane voor een pierement"
23. "Cecilia Lind"